# 坎波塞科 (加利福尼亞州)
坎波塞科（英語：Campo Seco）是位於美國加利福尼亞州卡拉韋拉斯縣的一個非建制地區。該地的面積和人口皆未知。

## 地理
坎波塞科的座標為38°13′38″N 120°51′12″W / 38.22722°N 120.85333°W，而該地的平均海拔高度為172米（即564英尺）。